# Charlie Bewley
Charles Martin "Charlie" Bewley, más conocido como Charlie Bewley (Londres, 25 de enero de 1981), es un actor inglés conocido por haber interpretó a Demetri en las películas Luna nueva, Eclipse y The Twilight Saga: Breaking Dawn - Part 1 y The Twilight Saga: Breaking Dawn - Part 2.

## Biografía
Charlie es el mayor de cuatro hermanos: James Bewley, Andrew Bewley y la actriz Lydia Rose Bewley.

## Carrera
En 2009 se unió al elenco de la película The Twilight Saga: New Moon donde dio vida al vampiro Demetri, un miembro de la guardia de los Vulturi que tiene la capacidad de rastrear a las personas a través de los tenores de sus mentes.
En 2010 interpretó nuevamente a Demetri en la película The Twilight Saga: Eclipse.
En 2011 se unió a la primera parte de la película The Twilight Saga: Breaking Dawn - Part 1 interpretando nuevamente al vampiro Demetri.
En 2012 interpretó por última vez a Demetri ahora en la película The Twilight Saga: Breaking Dawn - Part 2.
En el 2013 apareció como personaje recurrente en la cuarta temporada de la serie The Vampire Diaries donde interpretó al cazador de vampiros Galen Vaughn.
En 2015 se anunció que aparecería en la película The Lake, donde compartirá créditos con los actores Sullivan Stapleton y J.K. Simmons.

## Filmografía

### Series de televisión
| Año         | Serie               | Personaje         | Notas       |
| ----------- | ------------------- | ----------------- | ----------- |
| 2014        | Extant              | Odin James        | 8 episodios |
| 2013 - 2014 | Nashville           | Charles Wentworth | 7 episodios |
| 2013        | The Vampire Diaries | Galen Vaughn      | 5 episodios |

### Películas
| Año  | Título                                  | Personaje | Notas |
| ---- | --------------------------------------- | --------- | --- |
| 2016 | The Lake                                | -         | Junto a Sullivan Stapleton, J.K. Simmons, Sylvia Hoeks, Diarmaid Murtagh, Dimitri Leonidas & Alain Blazevic          |
| 2013 | Hammer of Gods                          | Steinar   | |
| 2011 | Like Crazy                              | Simon     | |
| 2012 | The Twilight Saga: Breaking Dawn-Part 2 | Demetri   | Junto a Kristen Stewart, Robert Pattinson, Taylor Lautner, Ashley Greene, Jackson Rathbone, Kellan Lutz & Nikki Reed |
| 2011 | The Twilight Saga: Breaking Dawn-Part 1 | Demetri   | Junto a Kristen Stewart, Robert Pattinson, Taylor Lautner, Ashley Greene, Jackson Rathbone, Kellan Lutz & Nikki Reed |
| 2010 | The Twilight Saga: Eclipse              | Demetri   | Junto a Kristen Stewart, Robert Pattinson, Taylor Lautner, Ashley Greene, Jackson Rathbone, Kellan Lutz & Nikki Reed |
| 2009 | The Twilight Saga: New Moon             | Demetri   | Junto a Kristen Stewart, Robert Pattinson, Taylor Lautner, Ashley Greene, Jackson Rathbone, Kellan Lutz & Nikki Reed |